# گروه ام ۶
گروه‌ام ۶ (به فرانسوی: Groupe M6) (از نظر قانونی با عنوان Metropole Television S.A شناخته می‌شود) یک شرکت هلدینگ رسانه ای فرانسوی است و در تاریخ ۱ مارس ۱۹۸۷ راه اندازی شد.